# مایکل وونگ (بازیگر)
مایکل وونگ (انگلیسی: Michael Wong؛ زادهٔ ۱۶ آوریل ۱۹۶۵) یک هنرپیشه اهل ایالات متحده آمریکا است.
از فیلم‌ها یا برنامه‌های تلویزیونی که وی در آن نقش داشته است می‌توان به تقلب و آشپزخانه جادویی اشاره کرد.